# Schwimmeuropameisterschaften 2004
| Medaillenspiegel (Endstand nach 58 Wettbewerben) | Medaillenspiegel (Endstand nach 58 Wettbewerben) | Medaillenspiegel (Endstand nach 58 Wettbewerben) | Medaillenspiegel (Endstand nach 58 Wettbewerben) | Medaillenspiegel (Endstand nach 58 Wettbewerben) | Medaillenspiegel (Endstand nach 58 Wettbewerben) |
| Platz                                            | Land                                             | G                                                | S                                                | B                                                | Gesamt                                           |
| ------------------------------------------------ | ------------------------------------------------ | ------------------------------------------------ | ------------------------------------------------ | ------------------------------------------------ | ------------------------------------------------ |
| 1                                                | Ukraine                                          | 11                                               | 3                                                | 5                                                | 19                                               |
| 2                                                | Russland                                         | 10                                               | 13                                               | 6                                                | 29                                               |
| 3                                                | Italien                                          | 8                                                | 5                                                | 12                                               | 26                                               |
| 4                                                | Deutschland                                      | 7                                                | 2                                                | 5                                                | 14                                               |
| 5                                                | Frankreich                                       | 6                                                | 8                                                | 4                                                | 18                                               |
| 6                                                | Spanien                                          | 3                                                | 6                                                | 4                                                | 13                                               |
| 7                                                | Österreich                                       | 3                                                | 1                                                | 1                                                | 5                                                |
| 8                                                | Schweden                                         | 2                                                | 2                                                | 2                                                | 6                                                |
| 9                                                | Ungarn                                           | 2                                                | 1                                                | 2                                                | 5                                                |
| 10                                               | Rumänien                                         | 1                                                | 3                                                | 5                                                | 9                                                |
| 11                                               | Niederlande                                      | 1                                                | 3                                                | 2                                                | 6                                                |
| 12                                               | Finnland                                         | 1                                                | 2                                                | –                                                | 3                                                |
| 13                                               | Slowakei                                         | 1                                                | 1                                                | –                                                | 2                                                |
| 14                                               | Polen                                            | 1                                                | –                                                | 1                                                | 2                                                |
| 15                                               | Tschechien                                       | 1                                                | –                                                | –                                                | 1                                                |
| 16                                               | Slowenien                                        | –                                                | 3                                                | 1                                                | 4                                                |
| 17                                               | Litauen Vereinigtes Königreich Belarus           | –                                                | 1                                                | –                                                | 1                                                |
| 20                                               | Bulgarien Dänemark Griechenland                  | –                                                | –                                                | 2                                                | 2                                                |
| 23                                               | Kroatien                                         | –                                                | –                                                | 1                                                | 1                                                |

Die 27. Schwimmeuropameisterschaftem fanden vom 5. bis 16. Mai 2004 in Madrid statt und wurden von der Ligue Européenne de Natation (LEN) veranstaltet. Spanien war damit nach Barcelona 1970 und Sevilla 1997 zum dritten Mal Gastgeber von Schwimmeuropameisterschaften.
Die Austragungsort für die Wettkämpfe war das M-86 Swimming Center, im Südosten der Stadt. Die Medaillenentscheidungen im Langstreckenschwimmen fanden im nahegelegenen Stausee Embalse de San Juan statt.
Die Titelkämpfe fanden nur drei Monate vor den Olympischen Sommerspielen 2004 in Athen statt und deshalb waren diese auch für einige Nationen eine Qualifikationsveranstaltung für Athen.

## Schwimmen Männer

### Freistil

#### 50 Meter Freistil
| Platz | Land     | Athlet          | Finalzeit |
| ----- | -------- | --------------- | --------- |
| 1     | Russland | Alexander Popow | 00:22,32  |
| 2     | Schweden | Stefan Nystrand | 00:22,42  |
| 3     | Italien  | Lorenzo Vismara | 00:22,45  |

#### 100 Meter Freistil
| Platz | Land        | Athlet                    | Finalzeit |
| ----- | ----------- | ------------------------- | --------- |
| 1     | Italien     | Filippo Magnini           | 00:48,87  |
| 2     | Niederlande | Pieter van den Hoogenband | 00:49,33  |
| 3     | Italien     | Christian Galenda         | 00:49,55  |

#### 200 Meter Freistil
| Platz | Land        | Athlet                    | Finalzeit |
| ----- | ----------- | ------------------------- | --------- |
| 1     | Niederlande | Pieter van den Hoogenband | 01:47,05  |
| 2     | Russland    | Andrei Kapralow           | 01:48,28  |
| 3     | Italien     | Filippo Magnini           | 01:48,69  |
| 3     | Italien     | Massimiliano Rosolino     | 01:48,69  |

#### 400 Meter Freistil
| Platz | Land     | Athlet             | Finalzeit |
| ----- | -------- | ------------------ | --------- |
| 1     | Italien  | Emiliano Brembilla | 03:49,14  |
| 2     | Russland | Juri Prilukow      | 03:49,51  |
| 3     | Rumänien | Dragoș Coman       | 03:49,52  |

#### 1500 Meter Freistil
| Platz | Land     | Athlet             | Finalzeit |
| ----- | -------- | ------------------ | --------- |
| 1     | Russland | Juri Prilukow      | 15:04,35  |
| 2     | Ukraine  | Ihor Tscherwynskyj | 15:11,94  |
| 3     | Rumänien | Dragoș Coman       | 15:15,42  |

### Schmetterling

#### 50 Meter Schmetterling
| Platz | Land     | Athlet           | Finalzeit |
| ----- | -------- | ---------------- | --------- |
| 1     | Ukraine  | Serhij Breus     | 00:24,02  |
| 2     | Russland | Nikolai Skworzow | 00:24,05  |
| 3     | Ukraine  | Andrij Serdinow  | 00:24,16  |

#### 100 Meter Schmetterling
| Platz | Land       | Athlet           | Finalzeit |
| ----- | ---------- | ---------------- | --------- |
| 1     | Ukraine    | Andrij Serdinow  | 00:52,31  |
| 2     | Frankreich | Franck Esposito  | 00:52,65  |
| 3     | Russland   | Nikolai Skworzow | 00:52,75  |

#### 200 Meter Schmetterling
| Platz | Land     | Athlet           | Finalzeit |
| ----- | -------- | ---------------- | --------- |
| 1     | Ukraine  | Denys Sylantjew  | 01:56,71  |
| 2     | Rumänien | Ioan Gherghel    | 01:56,82  |
| 3     | Russland | Anatoli Poljakow | 01:57,45  |

### Rücken

#### 50 Meter Rücken
| Platz | Land        | Athlet             | Finalzeit |
| ----- | ----------- | ------------------ | --------- |
| 1     | Deutschland | Stev Theloke       | 00:25,61  |
| 2     | Litauen     | Darius Grigalionis | 00:25,67  |
| 3     | Spanien     | David Ortega       | 00:25,69  |

#### 100 Meter Rücken
| Platz | Land        | Athlet       | Finalzeit |
| ----- | ----------- | ------------ | --------- |
| 1     | Ungarn      | László Cseh  | 00:55,26  |
| 2     | Österreich  | Markus Rogan | 00:55,27  |
| 3     | Deutschland | Stev Theloke | 00:55,39  |

#### 200 Meter Rücken
| Platz | Land       | Athlet        | Finalzeit |
| ----- | ---------- | ------------- | --------- |
| 1     | Österreich | Markus Rogan  | 01:57,58  |
| 2     | Rumänien   | Răzvan Florea | 01:58,00  |
| 3     | Frankreich | Simon Dufour  | 01:58,54  |

### Brust

#### 50 Meter Brust
| Platz | Land       | Athlet         | Finalzeit |
| ----- | ---------- | -------------- | --------- |
| 1     | Ukraine    | Oleh Lissohor  | 00:27,55  |
| 2     | Frankreich | Hugues Duboscq | 00:28,23  |
| 3     | Slowenien  | Matjaž Markič  | 00:28,24  |

#### 100 Meter Brust
| Platz | Land       | Athlet         | Finalzeit |
| ----- | ---------- | -------------- | --------- |
| 1     | Ukraine    | Oleh Lissohor  | 01:01,13  |
| 2     | Frankreich | Hugues Duboscq | 01:01,25  |
| 3     | Ungarn     | Richárd Bodor  | 01:01,54  |

#### 200 Meter Brust
| Platz | Land     | Athlet            | Finalzeit |
| ----- | -------- | ----------------- | --------- |
| 1     | Italien  | Paolo Bossini     | 02:11,73  |
| 2     | Russland | Dmitri Komornikow | 02:12,02  |
| 3     | Ungarn   | Richárd Bodor     | 02:13,27  |

### Lagen

#### 200 Meter Lagen
| Platz | Land       | Athlet                | Finalzeit |
| ----- | ---------- | --------------------- | --------- |
| 1     | Österreich | Markus Rogan          | 01:59,79  |
| 2     | Finnland   | Jani Sievinen         | 02:00,43  |
| 3     | Italien    | Massimiliano Rosolino | 02:00,53  |

#### 400 Meter Lagen
| Platz | Land    | Athlet            | Finalzeit |
| ----- | ------- | ----------------- | --------- |
| 1     | Ungarn  | László Cseh       | 04:12,86  |
| 2     | Italien | Luca Marin        | 04:14,31  |
| 3     | Italien | Alessio Boggiatto | 04:14,32  |

### Staffel

#### 4 × 100 Meter Freistil
| Platz | Land       | Athleten                                                                     | Finalzeit |
| ----- | ---------- | ---------------------------------------------------------------------------- | --------- |
| 1     | Italien    | - Lorenzo Vismara - Christian Galenda - Giacomo Vassanelli - Filippo Magnini | 03:15,66  |
| 2     | Russland   | - Andrei Kapralow - Jewgeni Lagunow - Iwan Ussow - Denis Pimankow            | 03:17,00  |
| 3     | Frankreich | - Amaury Leveaux - Germain Cayette - Julien Sicot - Fabien Gilot             | 03:18,10  |

#### 4 × 200 Meter Freistil
| Platz | Land       | Athleten                                                                           | Finalzeit |
| ----- | ---------- | ---------------------------------------------------------------------------------- | --------- |
| 1     | Italien    | - Emiliano Brembilla - Matteo Pelliciari - Massimiliano Rosolino - Filippo Magnini | 07:11,93  |
| 2     | Russland   | - Maxim Kusnezow - Jewgeni Nazwin - Andrei Kapralow - Juri Prilukow                | 07:16,95  |
| 3     | Frankreich | - Fabien Horth - Nicolas Kintz - Nicolas Rostoucher - Amaury Leveaux               | 07:19,00  |

#### 4 × 100 Meter Lagen
| Platz | Land       | Athleten                                                                      | Finalzeit |
| ----- | ---------- | ----------------------------------------------------------------------------- | --------- |
| 1     | Ukraine    | - Wolodymyr Nikolajtschuk - Oleh Lissohor - Andrij Serdinow - Jurij Jegoschyn | 03:37,14  |
| 2     | Frankreich | - Simon Dufour - Hugues Duboscq - Franck Esposito - Julien Sicot              | 03:37,77  |
| 3     | Ungarn     | - László Cseh - Richárd Bodor - Zsolt Gáspár - Attila Zubor                   | 03:37,86  |

### Langdistanz

#### 5 Kilometer
| Platz | Land            | Athlet          | Zeit        |
| ----- | --------------- | --------------- | ----------- |
| 1     | Italien         | Fabio Venturini | 00:51:41,40 |
| 2     | Verein. Königr. | Alan Bircher    | 00:51:55,40 |
| 3     | Italien         | Stefano Rubaudo | 00:52:11,80 |

#### 10 Kilometer
| Platz | Land     | Athlet              | Zeit        |
| ----- | -------- | ------------------- | ----------- |
| 1     | Russland | Jevguen Kotschkarow | 01:45:21,50 |
| 2     | Italien  | Massimiliano Parla  | 01:45:22,80 |
| 3     | Russland | Anton Sanatschew    | 01:45:23,90 |

#### 25 Kilometer
| Platz | Land      | Athlet              | Zeit                    |
| ----- | --------- | ------------------- | ----------------------- |
| 1     | Russland  | Jevguen Kotschkarow | 04:18:00,50 (20 Punkte) |
| 2     | Spanien   | David Meca          | 04:18:00,50 (17 Punkte) |
| 3     | Bulgarien | Petar Stojschew     | 04:18:02,50             |

## Schwimmen Frauen

### Freistil

#### 50 Meter Freistil
| Platz | Land        | Athletin            | Finalzeit |
| ----- | ----------- | ------------------- | --------- |
| 1     | Schweden    | Therese Alshammar   | 00:25,12  |
| 2     | Belarus     | Swjatlana Chachlowa | 00:25,20  |
| 3     | Deutschland | Sandra Völker       | 00:25,24  |

#### 100 Meter Freistil
| Platz | Land         | Athletin               | Finalzeit |
| ----- | ------------ | ---------------------- | --------- |
| 1     | Frankreich   | Malia Metella          | 00:54,46  |
| 2     | Niederlande  | Marleen Veldhuis       | 00:54,86  |
| 3     | Griechenland | Nery-Madey Niangkouara | 00:55,05  |

#### 200 Meter Freistil
| Platz | Land       | Athletin         | Finalzeit |
| ----- | ---------- | ---------------- | --------- |
| 1     | Rumänien   | Camelia Potec    | 01:58,20  |
| 2     | Frankreich | Solenne Figuès   | 01:58,30  |
| 3     | Schweden   | Josefin Lillhage | 01:59,45  |

#### 400 Meter Freistil
| Platz | Land       | Athletin         | Finalzeit |
| ----- | ---------- | ---------------- | --------- |
| 1     | Frankreich | Laure Manaudou   | 04:07,90  |
| 2     | Rumänien   | Camelia Potec    | 04:09,31  |
| 3     | Ukraine    | Jana Klotschkowa | 04:10,53  |

#### 800 Meter Freistil
| Platz | Land      | Athletin         | Finalzeit |
| ----- | --------- | ---------------- | --------- |
| 1     | Spanien   | Erika Villaécija | 08:31,26  |
| 2     | Slowenien | Anja Čarman      | 08:37,10  |
| 3     | Rumänien  | Camelia Potec    | 08:37,56  |

### Schmetterling

#### 50 Meter Schmetterling
| Platz | Land        | Athletin          | Finalzeit |
| ----- | ----------- | ----------------- | --------- |
| 1     | Russland    | Natalja Sutjagina | 00:27,04  |
| 2     | Slowakei    | Martina Moravcová | 00:27,09  |
| 3     | Niederlande | Chantal Groot     | 00:27,11  |

#### 100 Meter Schmetterling
| Platz | Land       | Athletin           | Finalzeit |
| ----- | ---------- | ------------------ | --------- |
| 1     | Slowakei   | Martina Moravcová  | 00:58,05  |
| 2     | Frankreich | Malia Metella      | 00:58,78  |
| 3     | Polen      | Otylia Jędrzejczak | 00:58,85  |

#### 200 Meter Schmetterling
| Platz | Land     | Athletin           | Finalzeit |
| ----- | -------- | ------------------ | --------- |
| 1     | Polen    | Otylia Jędrzejczak | 02:06,47  |
| 2     | Italien  | Paola Cavallino    | 02:09,27  |
| 3     | Dänemark | Mette Jacobsen     | 02:09,43  |

### Rücken

#### 50 Meter Rücken
| Platz | Land       | Athletin            | Finalzeit |
| ----- | ---------- | ------------------- | --------- |
| 1     | Tschechien | Ilona Hlaváčková    | 00:29,00  |
| 2     | Spanien    | Nina Schiwanewskaja | 00:29,03  |
| 3     | Italien    | Alessandra Cappa    | 00:29,28  |

#### 100 Meter Rücken
| Platz | Land       | Athletin            | Finalzeit |
| ----- | ---------- | ------------------- | --------- |
| 1     | Frankreich | Laure Manaudou      | 01:00,93  |
| 2     | Russland   | Stanislawa Komarowa | 01:01,89  |
| 3     | Spanien    | Nina Schiwanewskaja | 01:02,38  |

#### 200 Meter Rücken
| Platz | Land      | Athletin            | Finalzeit |
| ----- | --------- | ------------------- | --------- |
| 1     | Russland  | Stanislawa Komarowa | 02:10,97  |
| 2     | Slowenien | Anja Čarman         | 02:13,12  |
| 3     | Kroatien  | Sanja Jovanović     | 02:13,95  |

### Brust

#### 50 Meter Brust
| Platz | Land     | Athletin          | Finalzeit |
| ----- | -------- | ----------------- | --------- |
| 1     | Schweden | Maria Östling     | 00:31,68  |
| 2     | Russland | Jelena Bogomasowa | 00:31,90  |
| 3     | Dänemark | Majken Thorup     | 00:32,05  |

#### 100 Meter Brust
| Platz | Land       | Athletin            | Finalzeit |
| ----- | ---------- | ------------------- | --------- |
| 1     | Ukraine    | Switlana Bondarenko | 01:09,23  |
| 2     | Russland   | Jelena Bogomasowa   | 01:09,37  |
| 3     | Österreich | Mirna Jukić         | 01:09,41  |
| 3     | Schweden   | Maria Östling       | 01:09,41  |

#### 200 Meter Brust
| Platz | Land       | Athletin          | Finalzeit |
| ----- | ---------- | ----------------- | --------- |
| 1     | Österreich | Mirna Jukić       | 02:27,25  |
| 2     | Slowenien  | Alenka Kejžar     | 02:29,71  |
| 3     | Russland   | Jelena Bogomasowa | 02:29,77  |

### Lagen

#### 200 Meter Lagen
| Platz | Land     | Athletin          | Finalzeit |
| ----- | -------- | ----------------- | --------- |
| 1     | Ukraine  | Jana Klotschkowa  | 02:12,56  |
| 2     | Belarus  | Hanna Schtscherba | 02:15,03  |
| 3     | Rumänien | Beatrice Câșlaru  | 02:15,70  |

#### 400 Meter Lagen
| Platz | Land      | Athletin         | Finalzeit |
| ----- | --------- | ---------------- | --------- |
| 1     | Ukraine   | Jana Klotschkowa | 04:38,52  |
| 2     | Ungarn    | Éva Risztov      | 04:40,34  |
| 3     | Slowenien | Anja Klinar      | 04:46,05  |

### Staffel

#### 4 × 100 Meter Freistil
| Platz | Land        | Athletinnen                                                                 | Finalzeit |
| ----- | ----------- | --------------------------------------------------------------------------- | --------- |
| 1     | Frankreich  | - Solenne Figuès - Céline Couderc - Aurore Mongel - Malia Metella           | 03:40,67  |
| 2     | Niederlande | - Chantal Groot - Inge Dekker - Annabel Kosten - Marleen Veldhuis           | 03:41,39  |
| 3     | Schweden    | - Johanna Sjöberg - Gabriella Fagundez - Cathrin Carlzon - Josefin Lillhage | 03:43,54  |

#### 4 × 200 Meter Freistil
| Platz | Land       | Athletinnen                                                            | Finalzeit |
| ----- | ---------- | ---------------------------------------------------------------------- | --------- |
| 1     | Spanien    | - Tatiana Rouba - Melissa Caballero - Laura Roca - Erika Villaécija    | 08:03,41  |
| 2     | Frankreich | - Céline Couderc - Katarin Quelennec - Elsa N’Guessan - Solenne Figuès | 08:06,04  |
| 3     | Rumänien   | - Camelia Potec - Larisa Lacusta - Beatrice Câșlaru - Simona Păduraru  | 08:06,26  |

#### 4 × 100 Meter Lagen
| Platz | Land        | Athletinnen                                                                   | Finalzeit |
| ----- | ----------- | ----------------------------------------------------------------------------- | --------- |
| 1     | Frankreich  | - Laure Manaudou - Laurie Thomassin - Aurore Mongel - Malia Metella           | 04:05,96  |
| 2     | Ukraine     | - Iryna Amschennikowa - Switlana Bondarenko - Jana Klotschkowa - Olga Mukomol | 4:06,35   |
| 3     | Niederlande | - Stefanie Luiken - Madelon Baans - Chantal Groot - Marleen Veldhuis          | 04:07,41  |

### Langdistanz

#### 5 Kilometer
| Platz | Land        | Athlet          | Zeit        |
| ----- | ----------- | --------------- | ----------- |
| 1     | Deutschland | Britta Kamrau   | 00:59:11,30 |
| 2     | Deutschland | Stefanie Biller | 00:59:14,40 |
| 3     | Spanien     | Xenia Lopez     | 00:59:16,30 |

#### 10 Kilometer
| Platz | Land        | Athlet        | Zeit        |
| ----- | ----------- | ------------- | ----------- |
| 1     | Deutschland | Britta Kamrau | 01:54:24,00 |
| 2     | Spanien     | Marta Nogues  | 01:54:25,60 |
| 3     | Deutschland | Angela Maurer | 01:54:26,00 |

#### 25 Kilometer
| Platz | Land        | Athlet           | Zeit        |
| ----- | ----------- | ---------------- | ----------- |
| 1     | Deutschland | Britta Kamrau    | 04:39:11,00 |
| 2     | Russland    | Natalija Pankina | 04:39:23,50 |
| 3     | Bulgarien   | Iwanka Moraliewa | 04:41:21,20 |

## Synchronschwimmen

### Solo
| Platz | Land       | Athletin             | Punkte |
| ----- | ---------- | -------------------- | ------ |
| 1     | Frankreich | Virginie Dedieu      | 99,600 |
| 2     | Russland   | Natalja Ischtschenko | 97,800 |
| 3     | Spanien    | Gemma Mengual        | 97,300 |

### Duett
| Platz | Land       | Athletinnen                               | Punkte |
| ----- | ---------- | ----------------------------------------- | ------ |
| 1     | Russland   | Anastassia Dawydowa, Anastassia Jermakowa | 99,500 |
| 2     | Spanien    | Gemma Mengual, Paola Tirados              | 97,600 |
| 3     | Frankreich | Virginie Dedieu, Laure Thibaud            | 96,300 |

### Team
| Platz | Land     | Athletinnen | Punkte |
| ----- | -------- | --- | ------ |
| 1     | Russland | - Olga Brusnikina - Anastassia Dawydowa - Anastassija Jermakowa - Marija Gromowa - Elwira Chasjanowa - Maria Kisseljowa - Olga Nowokschenowa - Anna Schorina | 99,300 |
| 2     | Spanien  | - Ana Montero - Raquel Corral - Andrea Fuentes - Tina Fuentes - Alicia Sanz - Gisela Morón - Irina Rodríguez - Ione Serrano                                  | 97,900 |
| 3     | Italien  | - Monica Cirulli - Costanza Fiorentini - Joey Paccagnella - Elisa Plaisant - Beatrice Spaziani - Federica Stefanelli - Lorena Zaffalon - Laura Zanazza       | 96,400 |

### Freie Kombination
| Platz | Land         | Athletinnen | Punkte |
| ----- | ------------ | --- | ------ |
| 1     | Spanien      | - Raquel Corral - Andrea Fuentes - Tina Fuentes - Gemma Mengual - Ana Montero - Gisela Morón - Irina Rodríguez - Alicia Sanz - Ione Serrano - Paola Tirados                                                  | 97,900 |
| 2     | Italien      | - Monica Cirulli - Costanza Fiorentini - Francesca Gangemi - Joey Paccagnella - Elisa Plaisant - Sara Savoia - Beatrice Spaziani - Federica Stefanelli - Lorena Zaffalon - Laura Zanazza                     | 95,500 |
| 3     | Griechenland | - Maria Christodoulou - Eleftheria Ftouli - Eleni Georgiou - Efrosyni Gouda - Apostolia Ioannou - Eirini Iordanopoulou - Evgenia Koutsoudi - Evanthia Makrygianni - Olga Pelekanou - Christina Thalassinidou | 94,200 |

## Kunst- und Turmspringen Männer

### 1 Meter
| Platz | Land        | Athlet              | Punkte |
| ----- | ----------- | ------------------- | ------ |
| 1     | Finnland    | Joona Puhakka       | 430,86 |
| 2     | Italien     | Nicola Marconi      | 392,25 |
| 3     | Deutschland | Tobias Schellenberg | 389,07 |

### 3 Meter
| Platz | Land        | Athlet            | Punkte |
| ----- | ----------- | ----------------- | ------ |
| 1     | Deutschland | Andreas Wels      | 695,76 |
| 2     | Finnland    | Joona Puhakka     | 676,80 |
| 3     | Russland    | Wassili Lissowski | 668,28 |

### 10 Meter
| Platz | Land        | Athlet         | Punkte |
| ----- | ----------- | -------------- | ------ |
| 1     | Ukraine     | Anton Sacharow | 186,51 |
| 2     | Deutschland | Heiko Meyer    | 184,26 |
| 3     | Ukraine     | Roman Wolodkow | 180,99 |

### 3 Meter Synchron
| Platz | Land     | Athleten                          | Punkte |
| ----- | -------- | --------------------------------- | ------ |
| 1     | Italien  | Nicola Marconi, Tommaso Marconi   | 322,50 |
| 2     | Russland | Sergey Anikin, Vassily Lissovsky  | 321,90 |
| 3     | Ukraine  | Dmytro Lyssenko, Jurij Schljachow | 321,24 |

### 10 Meter Synchron
| Platz | Land        | Athleten                           | Punkte |
| ----- | ----------- | ---------------------------------- | ------ |
| 1     | Ukraine     | Roman Wolodkow, Anton Sacharow     | 354,72 |
| 2     | Deutschland | Tony Adam, Heiko Meyer             | 345,78 |
| 3     | Russland    | Oleg Wikulow, Konstantin Khanbekow | 345,78 |

## Kunst- und Turmspringen Frauen

### 1 Meter
| Platz | Land        | Athletin         | Punkte |
| ----- | ----------- | ---------------- | ------ |
| 1     | Deutschland | Heike Fischer    | 287,26 |
| 2     | Russland    | Natalja Umyskowa | 285,45 |
| 3     | Italien     | Tania Cagnotto   | 283,95 |

### 3 Meter
| Platz | Land     | Athletin         | Punkte |
| ----- | -------- | ---------------- | ------ |
| 1     | Russland | Julija Pachalina | 575,94 |
| 2     | Russland | Wera Iljina      | 573,99 |
| 3     | Ukraine  | Olena Fedorowa   | 524,31 |

### 10 Meter
| Platz | Land    | Athletin           | Punkte |
| ----- | ------- | ------------------ | ------ |
| 1     | Italien | Tania Cagnotto     | 538,56 |
| 2     | Ukraine | Olena Schupina     | 507,45 |
| 3     | Italien | Valentina Marocchi | 504,93 |

### 3 Meter Synchron
| Platz | Land        | Athletinnen                           | Punkte |
| ----- | ----------- | ------------------------------------- | ------ |
| 1     | Russland    | Wera Iljina, Julija Pachalina         | 337,38 |
| 2     | Deutschland | Conny Schmalfuß, Ditte Kotzian        | 302,64 |
| 3     | Ukraine     | Olena Fedorowa, Kristina Ischtschenko | 289,59 |

### 10 Meter Synchron
| Platz | Land        | Athletinnen                          | Punkte |
| ----- | ----------- | ------------------------------------ | ------ |
| 1     | Deutschland | Annett Gamm, Nora Subschinski        | 303,72 |
| 2     | Spanien     | Dolores Sáez de Ibarra, Leire Santos | 294,60 |
| 3     | Italien     | Brenda Spaziani, Valentina Marocchi  | 294,06 |